# Jardines Botánicos de México
Jardines Botánicos de México hace referencia a muchos espacios verdes que se mantienen con el fin de preservar, conservar y propagar las especies endémicas, muchas de ellas ya en peligro de extinción por la devastación forestal, el desarrollo urbano, la creciente contaminación y la comercialización con especies raras. 

## Tipos de Jardines Botánicos
Los Jardines Botánicos, suelen depender del Estado y en algunas ocasiones de empresas privadas, por lo que el presupuesto asignado es minoritario; sin embargo existen países en los que son Instituciones por sí mismas, como lo son el Missouri Botanical Garden en San Luis, Misuri, Estados Unidos de América; el Royal Botanic Gardens en Kew, Inglaterra; el Sydney Botanic Garden en Sídney, Australia; y el Kirstenbosch National Botanic Garden en Ciudad del Cabo, Sudáfrica.
Algunos de los criterios que debe cumplir un Jardín Botánico son los siguientes:
- Colecciones documentadas bajo una normativa con registro y sistema de ubicación dentro del lugar. El registro tiene información de la planta en cuestión, como origen, nombre y número de colecta, región geográfica, localidad, etcétera.
- Colecciones de plantas de referencia, con propósitos de identificación o como material de investigación científica.
- Programas de propagación, reintroducción y manejo sustentable, especialmente de especies en peligro de extinción.
- Personal especializado.
- Fomentar a nivel accesible de conocimientos acerca de plantas y en particular de colecciones.
- Información disponible acerca de las plantas para el visitante “común”, a modo de museo.

Los jardines botánicos pueden tener una clasificación básica de dos tipos ex situ e in situ; los primeros son colecciones vivas que se dividen a su vez en dos: de conservación (dedicadas a evitar la extinción y ser fuente de material de propagación, restauración y reintroducción) y con valor de conservación (plantas raras que se usan para educación o investigación relacionadas con el resguardo de las mismas); los jardines in situ, son también de dos tipos: regionales y de reserva, los primeros permiten la conservación, rescate y estudio de la flora local en  su medio natural, y pueden ser también inter situ –cerca de su ecosistema original-; los segundos son considerados santuarios o “mini reservas”, por el estado de conservación de la vegetación en un ecosistema dado poco o no perturbado y de extensión considerable.

## Jardines Botánicos en México
Los Jardines Botánicos de México, tuvieron sus inicios con los jardines creados por los gobernantes prehispánicos, sin embargo, muchos de estos desaparecieron con la llegada de los conquistadores pues se les destinó otro uso (como el Jardín de Oaxtepec que pasó a ser un sanatorio), hasta que en 1788, tras la Real Expedición Botánica a la Nueva España, se estableció el Real Jardín Botánico de México.
Se pueden identificar como periodos mexicanos:
- Periodo precolombino: se tienen registro, por las cartas de relación de Hernán Cortés y otros documentos (los textos de Bernal Díaz del Castillo, 1568; Cervantes de Salazar, 1521; Fernando Alva Ixtlixóchitl, 1950), de al menos cuatro Jardines Botánicos: Iztapalapa, Oaxtepec, Tecutzingo y Chapultepec. Estos tenían como función ser reserva de plantas medicinales propias para la observación de los “médicos”, a la vez que cumplía con un interés religioso-litúrgico y estético.

- Periodo colonial: el interés de los españoles por las frutas y flores exóticas, propias del país impulsó la clasificación y la conservación de colecciones vivas de estas plantas, así como su propagación por otros territorios puesto que eran trasladadas cuidadosamente en las rutas comerciales, algunas de ellas fueron las pitayas (Stenocactus thurberi y Machaerocereus gummosus) y la dalia (Dahlia).

Uno de los principales jardines que datan de la colonia es el Jardín Botánico de Palacio Nacional, cuya conformación se intentó desde 1790, pero que en realidad nunca llegó a consolidarse sino hasta después de la Independencia y siguiendo unos propósitos muy distintos a los originales, puesto que en un principio se buscaba la creación de una cátedra de botánica así como un centro de investigaciones de la misma.
Otros jardines botánicos fundados durante esta época fueron el fundado por el boticario mayor del hospital San Pedro en Puebla, Antonio Cal, que estuvo en funciones hasta 1838; y el de la Escuela de Medicina de Guadalajara, creado en 1890 por Mariano Bárcena; el creado por Caziano Conzatti en Oaxaca en 1910, adscrito a la Secretaría de Agricultura y Fomento; entre otros.
Uno de los proyectos más importantes de Jardín Botánico, fue el propuesto por el emperador Maximiliano de Habsburgo, quien en 1865 convocó a 17 estados a participar con el envío de plantas y animales vivos para hacer el Jardín Botánico y Parque Zoológico de Chapultepec. A pesar de los diversos intentos de constituirse este Jardín no fue conformado sino hasta 1923. En sus inicios contaba con 13 secciones en una extensión de 6,3 hectáreas con más de 500 ejemplares de plantas de distintas especies; para 1924 ya eran aproximadamente 20 000 plantas.
- Periodo contemporáneo: A partir de los años 70, el gobierno mexicano impulsó las instituciones de investigación como el Instituto de Ecología y el Instituto de Investigaciones sobre Recursos Bióticos, con el que se fundaría el Jardín Botánico “Francisco Javier Clavijero” en Xalapa; en este jardín se firmó el acta de creación de la Asociación Mexicana de Jardines Botánicos.

## Catálogo de Jardines Botánicos en México
- Jardín Botánico “Rey Netzahualcóyotl” de la Universidad Autónoma de Aguascalientes.
- Parque Botánico Wirikuta, Los Cabos Baja California Sur.
- Jardín Botánico Regional del Carmen. Campeche
- Jardín Botánico de Orquídeas Moxviquil, San Cristóbal de las Casas, Chiapas.
- Jardín Botánico “Dr. Faustino Miranda”. Tuxtla Gutiérrez, Chiapas.
- Jardín Botánico de Chapultepec, Ciudad de México
- Jardín Botánico del Instituto de Biología, IB-UNAM, Cd. Universitaria, Ciudad de México.
- Jardín Botánico Medicinal “De la Cruz Badiano”, de la Facultad de Estudios Superiores (FES) Zaragoza, UNAM, Ciudad de México.
- Jardín Botánico de la Benemérita Escuela de Maestros, Ciudad de México.
- Parque Bicentenario, Ciudad de México.
- Jardín Botánico “Jerzy Rzedowski Rotter” de la Universidad Autónoma de Coahuila, Torreón, Coahuila.
- Jardín Botánico “Gustavo Aguirre Benavides” de la Universidad Autónoma Agraria “Antonio Narro, Saltillo, Coahuila.
- Jardín Botánico de la Escuela Superior de Biología de la Universidad Juárez del estado de Durango, Gómez Palacio.
- Jardín Botánico “el Charco del Ingenio”, San Miguel Allende, Guanajuato.
- Jardín Botánico de la Universidad Autónoma de Guerrero, Chilpancingo, Guerrero.
- Jardín Botánico “Esther Pliego de Salinas”, Acapulco, Guerrero.
- Jardín Botánico “Cubitos Ollintepetl”, Pachuca, Hidalgo.
- Jardín Botánico “Jorge Víctor Eller Townsend” de la Universidad Autónoma de Guadalajara, Jalisco.
- Jardín Botánico “El Jardín Botánico de Vallarta”, Puerto Vallarta, Jalisco.
- Jardín Botánico del ENEP-Iztacala (UNAM), Estado de México.
- Jardín Botánico de la Reserva Natural “Xochitla” (Fundación Xochitla), Estado de México.
- Jardín Cosmovitral, Estado de México.
- Pinetum “Maximino Martínez” de la Universidad Autónoma de Chapingo (UACH), Estado de México.
- Jardín Botánico “San Isidro”, Morelos.
- Jardín Botánico del INAH-Morelos, Cuernavaca, Morelos.
- Jardines de México, Morelos.
- Jardín Botánico “Efraím Hernández Xolocotzi” de la Universidad Autónoma de Nuevo León, Linares, Nuevo León.
- Jardín Botánico “La Yuca” del Bioparque “Estrella”, AC. Montemorelos, Nuevo León.
- Jardín Botánico Regional “Cassiano Conzatti” del CIIDIR-IPN, Oaxaca.
- Jardín Etnobotánico de Oaxaca, Oaxaca.
- Jardín Botánico de la Benemérita Universidad Autónoma de Puebla “Ignacio Rodríguez Alconedo”, Puebla.
- Jardín Etnobotánico “Francisco Peláez R.”, San Andrés Cholula, Puebla.
- Jardín Botánico “Helia Bravo Hollis”, Zapotitlán Salinas, Puebla.
- Jardín Botánico “Luise Wardle de Camacho”, Puebla.
- Jardín Botánico de la Universidad Autónoma de Querétaro, Querétaro.
- Jardín Botánico Regional de Cadereyta “Ing. Manuel González de Cosío”, Querétaro.
- Jardín Botánico “Alfredo Barrera Marín” de El Colegio de la Frontera Sur (ECOSUR), Puerto Morelos, Quinta Roo.
- Jardín Botánico del Acuario, Mazatlán, Sinaloa.
- Jardín Botánico “Benjamín F. Johnston”, Los Mochis, Sinaloa.
- Jardín Botánico Universitario “José N. Rovirosa” de la Universidad Juárez Autónoma de Tabasco (UJAT), Tabasco.
- Jardín Botánico del Parque Ecológico de la Chontalpa del Colegio de Posgraduados, campus Tabasco.
- Jardín Agrícola Tropical “Puyacatengo” del Centro Regional Universitario del Sureste, Universidad Autónoma de Chapingo (UACH), Tabasco.
- Jardín Botánico “Francisco Javier Clavijero” del Instituto de Ecología, AC, Xalapa, Veracruz.
- Jardín Botánico de la Estación de Biología de la UNAM “Los Tuxtlas”, Veracruz.
- Parque ecológico Paso Coyol, Córdoba, Veracruz.
- Jardín Botánico Regional "Roger Orellana" del Centro de Investigación Científica de Yucatán (CICY), Mérida, Yucatán.